# Клевер отклонённый
Клевер отклонённый (лат. Trifolium patens) — вид травянистых растений рода Клевер (Trifolium) семейства Бобовые (Fabaceae), распространённый в Средней Европе, Средиземноморье, Малой Азии и на Кавказе.

## Ботаническое описание
Однолетник. Стебли прямостоячие или восходящие, ветвящиеся, 10—50 см высотой. Листья перистосложные; средний листочек отстоит от пары боковых на (0,5) 1—2 мм; прилистники яйцевидно-ланцетные, более или менее равные черешку; листочки узко-обратнояйцевидные, усеченные на верхушке, 0,7—1,8 см длиной и 0,3—0,4 см шириной.
Соцветия многочисленные, рыхлые, многоцветковые, шаровидные, 0,8—1 см в диаметре. Цветки 0,6—0,7 см длиной; чашечка 0,2 см длиной, зубцы треугольные, три нижних в 1,5 раза длиннее трубки и в 3 раза длиннее двух верхних; венчик золотисто-жёлтый; флаг узкоэллиптический, выемчатый на верхушке, городчатый по краю в верхней части, 0,6 × 0,25 см; крылья равны лодочке и очень незначительно короче флага, обратнояйцевидные, с неровным краем и длинным зубцом, составляющим ⅓ отгиба крыла (1 мм). Бобы на ножках, равных им по длине; семена овальные, с более или менее медиальным рубчиком и невыступающим корешком, 1,4 × 0,9 мм, коричневые, блестящие.
Хромосомное число 2n = 16.

## Синонимы
- Chrysaspis patens (Schreb.) Holub — Златощитник отклонённый
- Trifolium aureum Thuill.
- Trifolium chrysanthoides Candargy
- Trifolium chrysanthum Gaudin
- Trifolium parisiense DC.